# Canal de Selby
Le Canal de Selby est un canal de dérivation long de 10 km comportant deux écluses. Il permet d'éviter les laisses de l'Aire dans le Yorkshire. Il relie le village de West Haddlesey à Selby, où il rattrape la rivière d'Ouse. Il a été inauguré en 1778, et offrit jusqu'en 1826 le principal débouché à la liaison Aire and Calder Navigation, date à laquelle il fut relégué par l'ouverture du canal latéral entre Ferrybridge et Goole. L'ouverture du second canal provoqua le déclin industriel de Selby, malgré la persistance d'un trafic vers York.
Les actionnaires d’Aire and Calder Navigation avaient obtenu en 1828 la permission des autorités pour approfondir le canal, mais les citoyens de Selby firent en sorte qu'on vote une loi au Parlement. Depuis l'agrandissement des écluses en 1885, le canal n'a plus évolué jusqu'à sa cession à British Waterways en 1962. Avec l’Ouse, le canal forme la voie de plaisance qui traverse la ville d’York, et le nombre de plaisanciers est en augmentation continue. Bien qu'elle ne fît pas à l'origine partie du canal, la section de rivière canalisée entre l'écluse de Dole Bank et la porte de garde de Haddlesey est aujourd'hui rattachée au Canal de Selby, ce qui porte la longueur de la liaison à 19 km avec quatre écluses.

## Histoire

### Creusement du canal
À la fin des années 1760, l'état de la liaison fluviale Aire and Calder Navigation laissait à désirer, et l'on examina plusieurs solutions pour la court-circuiter en tout ou partie. Les gérants du canal de Leeds à Liverpool avaient déjà confié à John Longbotham les études de tracé d'un canal entre Leeds et Selby, malgré la défiance des investisseurs de la Sté Leeds and Liverpool. Le canal projeté était long d'à peine plus de 37 km, avec dix écluses, un aqueduc de dix arches franchissant l'Aire à Hunslet, et un tunnel de 365 m de longueur à Fairburn. Les frais de construction, estimé à 59 468 £, furent rassemblés en l'espace de deux mois, et l'on présenta un projet de loi au Parlement en décembre 1772. La commission parlementaire trouva beaucoup d'avantages au projet de Leeds et Selby, et apprécia la correction hydraulique de l'Aire, mais pour autant elle refusa de statuer.
Pour sortir de cette impasse, Aire and Calder préféra à l'élargissement de l'Aire canalisée, une desserte par Selby ; William Jessop, au service de John Smeaton, calcula les terrassements nécessaires à un canal entre Haddlesey et Selby, canal qui nécessiterait la construction d'une écluse à Selby, avant la confluence avec l'Ouse, et une porte de garde à Haddlesey. Au printemps 1774, le Canal de Leeds à Selby reçut l'appui de Leeds and Liverpool co., et un projet concurrent fut présenté au Parlement. Le projet de Leeds and Selby fut délaissé au profit de celui d’Aire and Calder, qui fut lancé par une loi du Parlement le 14 juin 1774.
La compagnie Aire and Calder employait Jessop comme ingénieur consultant, l'ingénieur chargé des opérations étant John Gott. James et John Pinkerton étaient les principaux entrepreneurs, et le chantier démarra à la fin de l'hiver 1774-75. On organisa une grande cérémonie d'inauguration (elle coûta quelque 20 000 £) à Selby le 29 avril 1778. La ville connut un regain de prospérité avec l'ouverture du canal, qui court-circuitait la route de Hull : un bureau de péage contrôlait le trafic vers la mer du Nord. Malgré son succès commercial, le canal connut plusieurs problèmes : sur une section de 3 km, il se formait régulièrement des atterrissements de sable limoneux, qu'il fallait draguer pour dégager le chenal, et Elias Wright, l'ingénieur en poste depuis 1797, rapporte que sa profondeur n'était plus alors que de 1,05 m, si bien qu'il fallait empiler des planchettes supplémentaires au déversoir de Haddlesey pour maintenir le  mouillage. Avec l'augmentation du gabarit des chalands, la faible profondeur du canal devint de plus en plus contraignante.

### Agrandissement
La nouvelle voie navigable, quoique de même longueur que la Basse-Aire canalisée, raccourcissait le parcours entre Leeds, Wakefield et le terminal maritime de Hull, et surtout entre Leeds et York. Le port d’Airmyn, sur la Basse-Aire, fut abandonné fin 1779, tandis qu'à Selby, on aménageait 3,2 ha de terrain pour y aménager le port fluvial et ses entrepôts. Les quais furent aménagés en 1781 et en 1782, avec un comptoir, un atelier d'accastillage, un poste de calfatage, une grue et un dépôt pour les cordages usagés. Puis en 1787 on les équipa de deux grues : l’une côté canal et l’autre côté rivière, et en 1788 il fallut recruter un second éclusier du fait de l'accroissement du trafic. Dix ans plus tard encore, John Foster construisit à Selby une forme de radoub payante, où l'on répara désormais la plupart des péniches de la compagnie Aire and Calder.
Jusqu'à l'ouverture du canal, Selby était le port fluvio-maritime le plus amont de la vallée de l'Ouse. Bien que certaines barges parvinssent à remonter le canal jusqu’à l'Ouse à York, ou jusqu'aux ports de la Humber et de la Trent, ce trafic restait limité aux charbonniers : les autres cargos étaient déviés par Selby. Les plus gros sloops, goëlettes et bricks de la Humber, dont certains jaugeaient jusqu'à 200 tonneaux, acheminaient les marchandises plus loin dans l'hinterland. Vers 1800, le trafic se montait à quelque 335 500 tonnes, tandis que les industries d'accastillage : corderies, les voileries et les arsenaux étaient florissants. De 1801 à 1821, la population de Selby passa de 2 861 à 4 097 habitants. Les dividendes versés par Aire and Calder Navigation à ses actionnaires grimpaient régulièrement, passant de 11 625 £ en 1777 à 32 000 £ en 1791 ; ils s'expliquent par la diversification du fret, qui comportait désormais les balles de laine et de lin, ainsi que des denrées.
En amont de Haddlesey, quatre cinquièmes du trafic passaient par Selby, le reste trafiquant sur la Basse-Aire. L’ingénieur George Leather, en 1822, remarquait que la voie navigable entre Goole et Selby, si elle était mieux aménagée que l'Aire, restait limitée par un gabarit insuffisant du canal, par le fait qu'il n'y avait qu'une écluse à la jonction du canal et de la rivière, et l'absence de docks convenables à Selby. Entretemps, Les opérateurs d'Aire and Calder étaient confrontés aux projets de canaux de dérivation concurrents : ainsi, un projet de canal d'Aire à Dun lancé en 1817, pour relier Knottingley à Newbridge par la vallée de la Dutch, avec un embranchement vers Doncaster par le Don canalisé ; ou encore le canal de Went et Wakefield, reliant le Canal de Barnsley à Cold Hiendley, au Don en amont de Newbridge. Pour briser la concurrence, Aire and Calder Co. proposa un canal de dérivation entre Knottingley et Goole, avec une option par Bank Dole pour maintenir la connexion au Canal de Selby : ce projet, présenté au Parlement à la fin 1819, fut modifié pour assurer la survie de la basse Aire canalisée et du Canal de Selby, et pour laisser des chances égales aux nouveaux canaux et aux anciens.

### Compétition
Une loi du Parlement vint autoriser, le 30 juin 1820, la construction d'une nouvelle voie et de ses ouvrages d'art. Suivirent en 1821 l'autorisation d'établir un bassin de virement et une écluse à Goole, et une augmentation du gabarit, portant le mouillage de 1,83 m à 2,15 m. John Rennie, l'ingénieur chargé du projet, mourut en 1821, et l'année suivante, son successeur, George Leather, reprit les plans de l'écluse de Goole, avant de déplacer en 1824 la tête de jonction à Ferrybridge. Malgré la traversée inaugurale des directeurs entre Ferrybridge et Goole le 28 juillet 1825, le canal n'était pas achevé : l'ouverture au fret fut proclamée le 20 juillet 1826, en partie à cause d'une sécheresse qui obligea à différer la mise en eau. Les navires pouvaient encore rejoindre le Canal de Selby par l'écluse de Dole Bank, mais la compagnie Aire and Calder préféra détourner son trafic vers l'écluse de Goole plutôt que les docks de Selby, et peu à peu les chargeurs et les armateurs transférèrent leur activité là-bas, déclenchant le déclin de Selby. 
Thomas Telford apporta de nouvelles améliorations à la voie navigable Calder vers Wakefield, tandis que George Leather procédait au recalibrage de l'Aire canalisée vers Leeds. Un navire jaugeant 100 tonneaux pouvait désormais rallier les deux destinations. Ces travaux furent ratifiés par une loi du Parlement votée le 19 juin 1828, en annexe de la programmation des travaux d'approfondissement du Canal de Selby (profondeur portée à 1,50 m), que la compagnie espérait réaliser en rehaussant les vannettes des barrages de Haddlesey et de Beal ; mais comme cette pratique était illégale (elle était susceptible d'aggraver les crues, ce qui fut confirmé lors d'un jugement des Quarter Sessions), les opérateurs commencèrent par faire élargir et approfondir le canal. Cela, pourtant, mécontenta les habitants de Selby, et au terme d'un nouveau procès ils forcèrent la compagnie à entreprendre des travaux de confortement en 1832 et en 1833 : le remplacement de la porte de garde au débouché vers l'Ouse, l'ancienne étant ruinée. Les négociants de Malton et de York signèrent sans succès une pétition en faveur d'un approfondissement supplémentaire du canal en 1833. la jetée partiellement en ruines de Selby fut reconstruite en 1836, permettant l'accostage de cargos entièrement chargés.

### Le déclin
Malgré le transfert de l'essentiel du trafic d’Aire and Calder par l'embranchement de Goole, il subsistait un fret avec York sur le Canal de Selby. La ville de Selby connut un lent déclin, malgré une éphémère reprise entre 1834 et 1840 liée à l'ouverture de la ligne Leeds and Selby Railway, et jusqu'à l'ouverture de la ligne ferroviaire de Selby au terminal maritime de Hull. L’agrandissement des écluses (24 m par 5 m, avec un mouillage de 1,80 m) des voies principales gérées par Aire and Calder, pour permettre le transit des barges, fut achevé en 1873, et l'on reconstruisit les écluses du canal de Selby entre 1885 et 1886 : il s'agissait notamment de l’écluse de Dole Bank et de l’écluse de Beal, sur l'ancien lit de l'Aire, ainsi que de l'écluse de garde de Haddlesey et l’écluse de Selby. La liaison fluviale Aire and Calder restait florissante, bien que l'on n'entende plus parler du canal de Selby Canal après 1900. 
Au mois de janvier 1948, la concession du canal prit fin, et la gestion du canal fut reprise par la British Transport Commission, dans le cadre des nationalisations d'après-guerre. Il s'ensuivit plusieurs changements, jusqu'à la reprise par British Waterways Board en 1962, aujourd'hui British Waterways.

## La navigation de plaisance

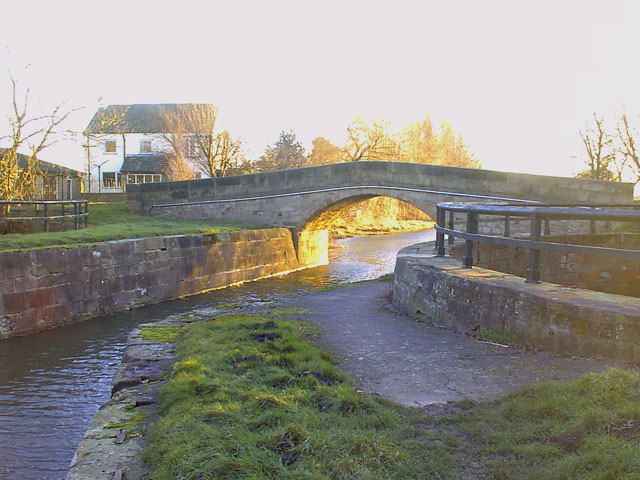
Le pont de Paper House Bridge sur le Canal de Selby

Jusqu’en 1985, l'Ouse de Goole jusqu'en amont de York était gérée par Ouse and Foss Navigation Trust, mais elle fut alors transférée aux British Waterways. Le Canal de Selby devint ainsi un tronçon de la voie navigable desservant York, et en 2006, plus de 2000 bateaux empruntaient l'écluse de Selby chaque année, soit plus du double du trafic de 1988. Aujourd'hui le canal esrt presque exclusivement fréquenté par des navires de plaisance. Le chemin de halage a été en partie inclus dans la promenade équestre de Selby.
Le canal permet le transit de navires d'une longueur maximum de 24 m, une largeur au bau de 5 m, un enfoncement de 1,20 m et un tirant d'air de 3 m. Bien qu'elle ne fasse pas historiquement partie du Canal de Selby, l'ancienne section de l'Aire entre les écluses de Bank Dole et de Beal jusqu'à la porte de garde de West Haddlesey est considérée comme rattachée, ce qui porte la longueur totale de l'infrastructure à 18,8 km en quatre écluses. Etant donnée l'influence des marée encore sensible sur l'Ouse à Selby, l'écluse n'est manœuvrable qu'à certaines heures, et un éclusier est de service lorsque le passage est possible. La manœuvre de l'écluse est entièrement motorisée.